# 溫納通 (內布拉斯加州)
溫納通（英語：Winnetoon）是位於美國內布拉斯加州諾克斯縣的村。

## 人口
根據2020年美國人口普查的數據，溫納通的面積為0.75平方千米，皆為陸地。當地共有人口54人，而人口密度為每平方千米72人。